# Hellschreiber
Hellschreiber é um modo digital desenvolvido pelo cientista alemão Rudolf Hell em 1929, equivalente ao teletipo, que transmite imagens gráficas em vez de números e caracteres individuais, que depois os teletipos podem converter em texto. As mensagens enviadas por Hellschreiber são difíceis de serem interceptadas, ao menos que o inimigo possuísse um aparelho similar.